# Greiflet

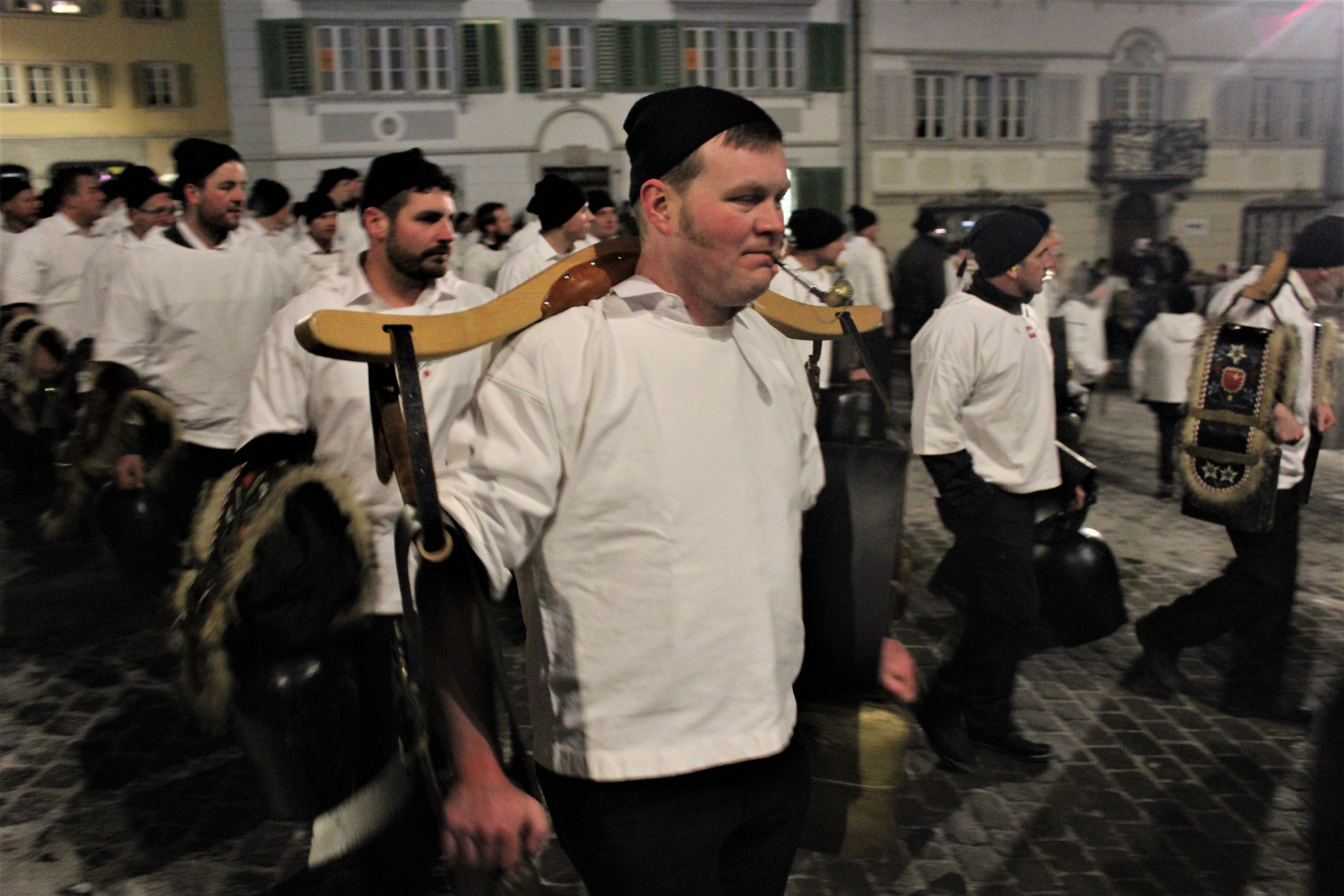
Trychler am Schwyzer Greiflet (2017)

Als Greiflet bezeichnet man ein Brauchtum am Dreikönigstag (6. Januar), das ausschliesslich in einigen Gemeinden im inneren Teil des Kantons Schwyz vorkommt. Der Greiflet ist geprägt von Lärmumzügen von Geislechlepfern (Peitschenknallern) und Trychlern (Kuhglockenschellern) und bildet den Abschluss der zwölf Rauhnächte.  

## Wortdeutung
Das Verb reiffle steht gemäss dem Schweizerischen Idiotikon für Lärm mit Kuhglocken und Peitschen sowie für das Umwickeln von Baumstämmen mit Strohseilen an Weihnachts- und Neujahrsabenden, einen Fruchtbarkeitsritus. Reiff bedeutete ursprünglich Seil und (g)reiffeln die Umwicklung der Stämme. Als Greiffle bezeichnete man einst auch eine Maske im Possenspiel, bei dem Ereignisse des Jahres oder Personen verspottet werden.

## Geschichte

### Von Verboten zu Vereinigungen
Der Greiflet ist seit Jahrhunderten in obrigkeitlichen Sittenmandaten nachweisbar. Am 18. Dezember 1599 verbot der Rat von Schwyz das Narrentreiben sowie das «unordentliche und wüste Wesen des Greiffelns» und verhängte eine Busse von fünf Pfund. Solche Verbote gab es wiederholt bis ins 19. Jahrhundert. Sie wurden meist kurz vor dem Dreikönigstag erlassen und oft identisch formuliert. Am 21. März 1840 erliess der Kantonsrat ein offizielles Verbot, um sich die Kontrolle über Belustigungen und das Brauchtumswesen zu sichern. Wer die Busse von bis zu 20 Franken nicht zahlen konnte, musste eine Körperstrafe in Kauf nehmen. Der Greiflet wurde durch die Einschränkungen bedroht, aber dennoch ist er nie ganz verschwunden. Ab 1896 wurde der Brauch nicht mehr im Dorfzentrum von Schwyz ausgeübt, wo sich die Nachfahren der Aristokratie sowie Verwaltungsangestellte und Gewerbler von den Bauern und Älplern abgrenzen wollten.
Im 20. Jahrhundert wurde das Brauchtum allmählich in Vereinigungen organisiert. Die älteste dieser Vereinigungen sind die 1917 gegründeten Schwyzer Greifler, die jedoch keine eigentlichen Vereinsstatuten aufweisen. Mit einer Bewilligung und unter Polizeischutz führte ihr Zug 1917 erstmals wieder aus mehreren Richtungen zum Schwyzer Hauptplatz. Die Schlägereien am Rand gingen in den folgenden Jahren zurück. Aus der gleichen Zeit sind Zeitungsbelege über den Greiflet aus Muotathal und der Gemeinde Ingenbohl vorhanden. Der Brauch zog sich vom bäuerlichen Ingenbohl bis zum Dorfplatz in Brunnen und den dortigen Gaststätten. Die offiziellen Verbote galten nicht mehr, obwohl sie nie formell aufgehoben wurden. Lediglich 1966 konnte der Brauch aufgrund einer Maul- und Klauenseuche nicht stattfinden, da viele Stallbesitzer unter Quarantäne von Veranstaltungsbesuchen ausgeschlossen waren.

### Volkskunde und Literatur
Eduard Hoffmann-Krayer hat sich 1913 im Handbuch «Feste und Bräuche des Schweizervolkes» als erster Volkskundler mit dem Greiflet und verwandten Lärmbräuchen des Winters befasst. In den 1940er Jahren folgten Richard Weiss und Karl Meuli mit umfangreichen Darstellungen. Weiss hob hervor, dass der Lärm unerwünschte Geister, also Krankheiten, Seuchen und Verderbnis, verscheuchen und die guten Geister der Fruchtbarkeit wecken sollte. Die primär in der Landwirtschaft eingesetzten geschmiedeten Viehglocken wurden für die Lärmbräuche zweitverwendet. Meuli sah im Greiflet neben einem Lärm- und Heischebrauch ein einstiges, stark gewandeltes Maskenfest. Der Schwyzer Schriftsteller Meinrad Inglin schilderte das Greiflen 1931 in «Notizen des Jägers» und verfasste vier lyrische Greiflersprüche. Ebenfalls 1931 erwähnte Meinrad Lienert den Greiflet und dessen Bezüge zum Lärmbrauchtum in seinem Heimatort Einsiedeln.

## Ablauf

### Priis-Chlepfe

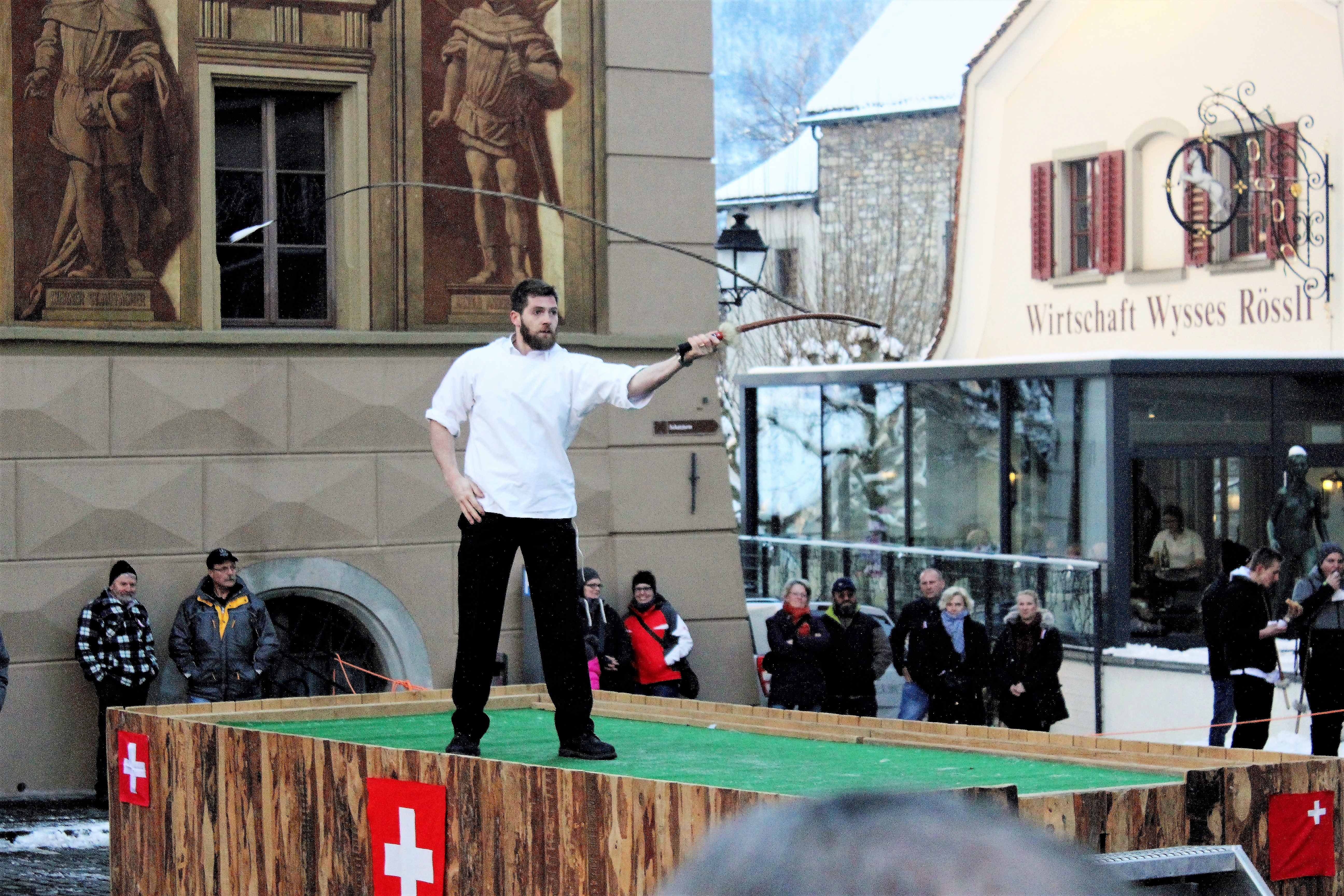
Ein Geislechlepfer beim Wettkampf

Seit 1968 findet am 6. Januar tagsüber auf dem Hauptplatz von Schwyz das Priis-Chlepfe, ein Wettkampf um den besten Geislechlepfer im Chrüüzlischträich (Kreuzstreich), statt. Der Brauch wurde vom örtlichen Unternehmer Max Felchlin ins Leben gerufen. Die Teilnehmer sind aktive Chlepfer aus den Greifler- und Einschellergruppen im Kanton Schwyz. Sie treten einzeln mit der Fuhrmannspeitsche zum Wettbewerb an, der von einer fünfköpfigen Jury gewertet wird. Der Chrüüzlisträich ist eine vorgeschriebene Abfolge von Peitschenknallen, ähnlich dem bayerischen Goaßlschnalzen. Begonnen wird mit vier Einzelstreichen, gefolgt von einer Serie von 20 bis 25 schnellen Schlägen über dem Kopf. Dies wiederholt sich viermal, wobei die Chlepfer für die Einzelstreiche jeweils die Hand wechseln. Den Abschluss bildet ein Doppelstreich. Der Tagessieger wird als «Schwyzermeister im Chrüüzlischträich» ausgezeichnet. Auch weitere Kategoriensieger erhalten wie beim Schwingen einen Kranz.

### Greiflet in den Gemeinden

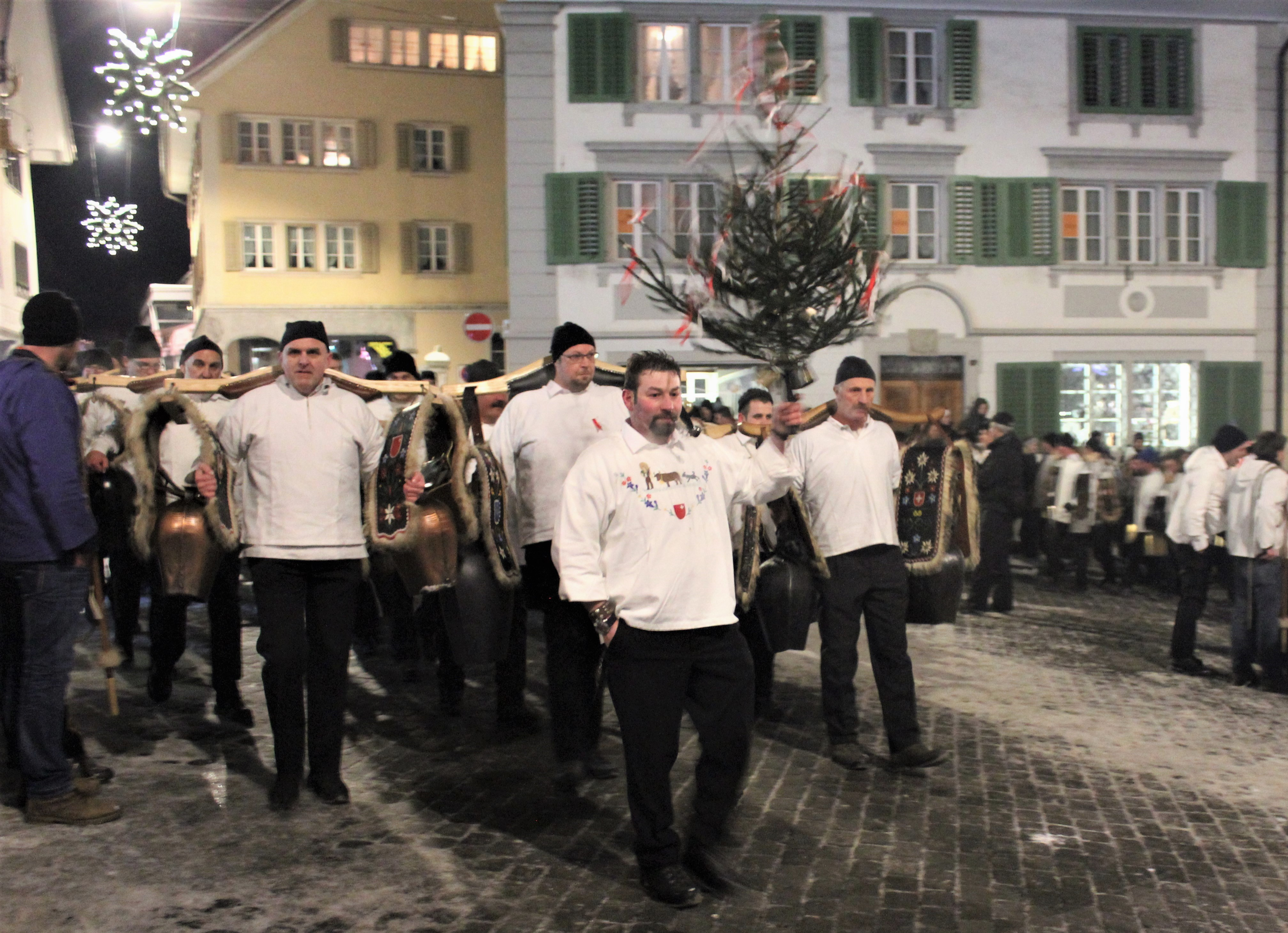
Der Greiflereinzug mit Tannenbäumchen

Am Dreikönigsabend treten die Geislechlepfer und Trychler zusammen, um unter ohrenbetäutendem Lärm ins Dorfzentrum einzuziehen. Die nur aus Männern bestehenden Schwyzer Greifler bilden offiziell keinen Verein. Daneben gibt es als Verein organisierte Greiflergruppen in Steinen, Steinerberg, Brunnen, Morschach, Sisikon, Muotathal, Rothenthurm, Oberiberg, Unteriberg, Alpthal, Illgau, Lauerz und Goldau. Der Ablauf ist in all diesen Orten im Wesentlichen gleich.
Der Zug der Greifler wird von einem Mann angeführt, der ein mit Bändern und Glöckchen verziertes Tannenbäumchen, das Grotzli, trägt. Hinter ihm ziehen die Trychler in Reihen, dann folgen Geislechlepfer. In Schwyz umrunden die Trychler den Dorfbrunnen, in Brunnen die Bundeskapelle und in Steinen den Dorfplatz, während die Chlepfer in der Mitte die Peitschen schwingen.

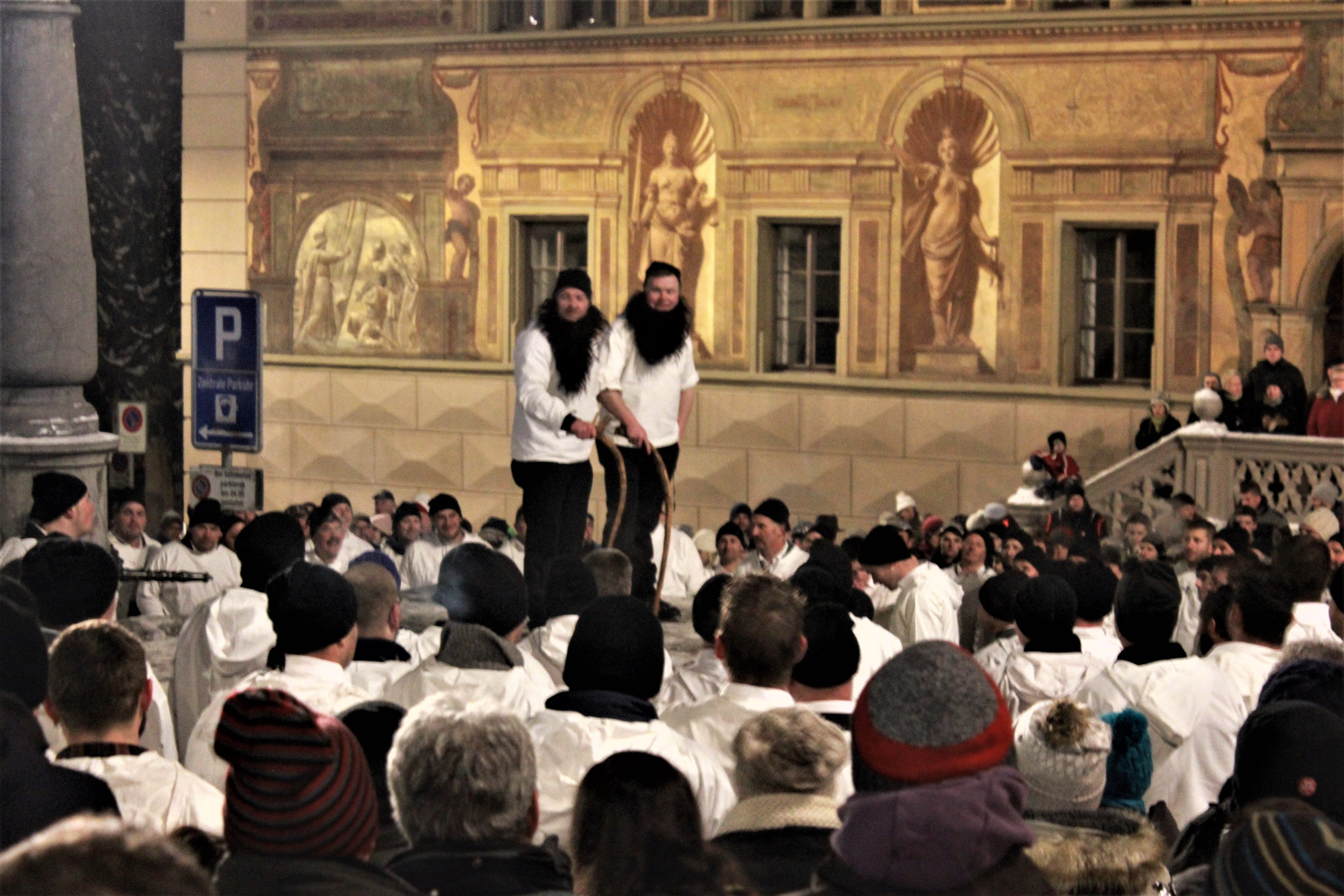
Plöder vor dem Rathaus in Schwyz

Auf den Einzug folgt das Plöder, ein gereimtes Spottgespräch oder komödiantisches Stegreiftheater, bei dem Ereignisse und Personen des vergangenen Jahres verulkt werden. In Lauerz wird diese Form der Schnitzelbank Cheschtäne-Igel genannt, da die Kastanienstacheln möglichst spitz treffen sollen. Den Abschluss bildet ein Umtrunk und der Greiflertanz mit Ländlermusik in einer Gaststätte.

### Waldhexen
Der Überlieferung nach soll in Brunnen der lärmige Umzug am Dreikönigsabend den imaginären Waldfrauen Strudeli und Strätteli aus dem Wasiwald gegolten haben. Der Name Strätteli verweist auf die Schrate. Sie wurden 1862 in der Sagensammlung des Luzerner Priesters Alois Lütolf erwähnt. Seit 1989 ziehen die beiden Waldhexen mit Besen und Holzmasken am Abend des ersten Fasnachtstags ins Dorf ein. Dieser Brauch wird nicht von den Greiflern, sondern von der Vereinigten Fasnachtsgesellschaft Brunnen durchgeführt.